# John Murray, III duca di Atholl
John Murray, III duca di Atholl (6 maggio 1729 – Perth, 5 novembre 1774), è stato un nobile e politico scozzese.

## Biografia
Era il figlio maggiore di Lord George Murray, quinto figlio di John Murray, I duca di Atholl, e di Lady Charlotte Murray, figlia ed erede di James Murray, II duca di Atholl.

## Carriera
Fu un deputato per Perthshire (1761-1764). L'8 gennaio 1764, lo zio e il suocero, il II duca di Atholl morì. Egli avrebbe dovuto essere erede del ducato, ma non fu ammissibile in quanto suo padre aveva combattuto nella rivolta giacobita del 1745.
Tuttavia, il 7 febbraio 1764, la Camera dei lord considerò Murray come il legittimo erede al titolo di suo zio e gli succedette come terzo duca di Atholl. Venne eletto, nel 1766, pari di Scozia. Fu Gran Maestro della Antient Grand Lodge of England dal 1771 fino al 1774, e Gran Maestro della Gran Loggia di Scozia (1773-1774).

## Matrimonio
Il 23 ottobre 1753 sposò, a Dunkeld, sua cugina Lady Charlotte, figlia di James Murray, II duca di Atholl. Ebbero nove figli:
- Lady Charlotte Murray (1754-1808)
- John Murray, IV duca di Atholl (1755-1830)
- Lord George Murray (1761-1803)
- Lord William Murray (1762-1796)
- Lady Amelia Murray (1763-1818)
- Lady Jane Murray (1764-1846)
- Lord Henry Murray (1767-1805)
- Lady Mary Murray (1769-1814)
- Lord Charles Murray-Aynsley (1771-1808)

## Morte
Morì nel novembre del 1774, a 45 anni, dopo essere annegato nel fiume Tay in un accesso di delirio e fu sepolto a Dunkeld.

## Ascendenza
|                                 |              |                                         | Genitori                               |  |  | Nonni |  |  | Bisnonni                          |  |  | Trisnonni                      |  |
|                                 |              |                                         |                                        |  |  |       |  |  | John Murray, I marchese di Atholl |  |  | John Murray, I conte di Atholl |  |
|                                 |              |                                         |                                        |  |  |       |  |  | John Murray, I marchese di Atholl |  |  | John Murray, I conte di Atholl |  |
|                                 |              | Jane Campbell                           |                                        |  |  |       |  |  | John Murray, I marchese di Atholl |  |  |                                |  |
| John Murray, I duca di Atholl   |              |                                         |                                        |  |  |       |  |  | John Murray, I marchese di Atholl |  |  |                                |  |
|                                 |              | lady Amelia Sophia Ann Stanley          | James Stanley, VII conte di Derby      |  |  |       |  |  |                                   |  |  |                                |  |
|                                 |              | lady Amelia Sophia Ann Stanley          | James Stanley, VII conte di Derby      |  |  |       |  |  |                                   |  |  |                                |  |
|                                 |              | lady Amelia Sophia Ann Stanley          | Charlotte de La Trémoille              |  |  |       |  |  |                                   |  |  |                                |  |
| lord George Murray              |              | lady Amelia Sophia Ann Stanley          |                                        |  |  |       |  |  |                                   |  |  |                                |  |
|                                 |              | William Douglas, I conte di Selkirk     | William Douglas, I marchese di Douglas |  |  |       |  |  |                                   |  |  |                                |  |
|                                 |              | William Douglas, I conte di Selkirk     | William Douglas, I marchese di Douglas |  |  |       |  |  |                                   |  |  |                                |  |
|                                 |              | William Douglas, I conte di Selkirk     | lady Mary Gordon                       |  |  |       |  |  |                                   |  |  |                                |  |
| lady Catherine Douglas          |              | William Douglas, I conte di Selkirk     |                                        |  |  |       |  |  |                                   |  |  |                                |  |
|                                 |              | Anne Hamilton, III duchessa di Hamilton | James Hamilton, I duca di Hamilton     |  |  |       |  |  |                                   |  |  |                                |  |
|                                 |              | Anne Hamilton, III duchessa di Hamilton | James Hamilton, I duca di Hamilton     |  |  |       |  |  |                                   |  |  |                                |  |
|                                 |              | Anne Hamilton, III duchessa di Hamilton | lady Margaret Feilding                 |  |  |       |  |  |                                   |  |  |                                |  |
| John Murray, III duca di Atholl |              | Anne Hamilton, III duchessa di Hamilton |                                        |  |  |       |  |  |                                   |  |  |                                |  |
|                                 | David Murray | …                                       |                                        |  |  |       |  |  |                                   |  |  |                                |  |
|                                 | David Murray | …                                       |                                        |  |  |       |  |  |                                   |  |  |                                |  |
|                                 | David Murray | …                                       |                                        |  |  |       |  |  |                                   |  |  |                                |  |
| James Murray                    | David Murray |                                         |                                        |  |  |       |  |  |                                   |  |  |                                |  |
|                                 |              | Sara N.                                 | …                                      |  |  |       |  |  |                                   |  |  |                                |  |
|                                 |              | Sara N.                                 | …                                      |  |  |       |  |  |                                   |  |  |                                |  |
|                                 |              | Sara N.                                 | …                                      |  |  |       |  |  |                                   |  |  |                                |  |
| Amelia Murray                   |              | Sara N.                                 |                                        |  |  |       |  |  |                                   |  |  |                                |  |
|                                 |              | John Murray                             | Alexander Murray                       |  |  |       |  |  |                                   |  |  |                                |  |
|                                 |              | John Murray                             | Alexander Murray                       |  |  |       |  |  |                                   |  |  |                                |  |
|                                 |              | John Murray                             | Margaret Drummond                      |  |  |       |  |  |                                   |  |  |                                |  |
| Amelia Murray                   |              | John Murray                             |                                        |  |  |       |  |  |                                   |  |  |                                |  |
|                                 |              | Margaret Dow                            | John Dow                               |  |  |       |  |  |                                   |  |  |                                |  |
|                                 |              | Margaret Dow                            | John Dow                               |  |  |       |  |  |                                   |  |  |                                |  |
|                                 |              | Margaret Dow                            | …                                      |  |  |       |  |  |                                   |  |  |                                |  |
|                                 |              | Margaret Dow                            |                                        |  |  |       |  |  |                                   |  |  |                                |  |